# Сантандер-де-Киличао
Сантандер-де-Киличао (исп. Santander de Quilichao) — город и муниципалитет на юго-западе Колумбии, на территории департамента Каука. Входит в состав Северной провинции.

## История
Поселение, из которого позднее вырос город, было основано 16 июля 1543 года. Муниципалитет Сантандер-де-Киличао был выделен в отдельную административную единицу в 1755 году.

## Географическое положение

Муниципалитет Сантандер-де-Киличао

Город расположен в северной части департамента, на западных склонах Центральной Кордильеры, к востоку от реки Кауки, на расстоянии приблизительно 57 километров к северо-востоку от города Попаян, административного центра департамента. Абсолютная высота — 1062 метра над уровнем моря.
Муниципалитет Сантандер-де-Киличао граничит на северо-востоке с территорией муниципалитета Вилья-Рика, на востоке — с муниципалитетами Калото и Хамбало, на юге — с муниципалитетом Кальдоно, на западе — с муниципалитетом Буэнос-Айрес, на северо-западе — с территорией департамента Валье-дель-Каука. Площадь муниципалитета составляет 518 км².

## Население
По данным Национального административного департамента статистики Колумбии, совокупная численность населения города и муниципалитета в 2015 году составляла 93 545 человек.
Динамика численности населения муниципалитета по годам:
| 2005   | 2006   | 2007   | 2008   | 2009   | 2010   | 2011   | 2012   | 2013   | 2014   | 2015   |
| ------ | ------ | ------ | ------ | ------ | ------ | ------ | ------ | ------ | ------ | ------ |
| 80 282 | 81 506 | 82 697 | 83 938 | 85 197 | 86 502 | 87 872 | 89 267 | 90 682 | 92 114 | 93 545 |

Согласно данным переписи 2005 года мужчины составляли 48,7 % от населения Сантандер-де-Киличао, женщины — соответственно 51,3 %. В расовом отношении белые и метисы составляли 47,2 % от населения города; негры, мулаты и райсальцы — 33,4 %; индейцы — 19,4 %.
Уровень грамотности среди всего населения составлял 91,6 %.

## Известные уроженцы, жители
- Фори, Эстебан (род. 2002) — колумбийский футболист.

## Экономика
59,2 % от общего числа городских и муниципальных предприятий составляют предприятия торговой сферы, 28,7 % — предприятия сферы обслуживания, 11,1 % — промышленные предприятия, 1 % — предприятия иных отраслей экономики.